# Dorhynchus ramusculus
Dorhynchus ramusculus is een krabbensoort uit de familie van de Inachidae. De wetenschappelijke naam van de soort is voor het eerst geldig gepubliceerd in 1906 door Baker.